# Internazionali d'Italia 2002 - Qualificazioni singolare maschile
Le qualificazioni del singolare maschile degli Internazionali d'Italia 2002 sono state un torneo di tennis preliminare per accedere alla fase finale della manifestazione. I vincitori dell'ultimo turno sono entrati di diritto nel tabellone principale. In caso di ritiro di uno o più giocatori aventi diritto a questi sono subentrati i lucky loser, ossia i giocatori che hanno perso nell'ultimo turno ma che avevano una classifica più alta rispetto agli altri partecipanti che avevano comunque perso nel turno finale.
Le qualificazioni del torneoInternazionali d'Italia  2002 prevedevano 32 partecipanti di cui 8 sono entrati nel tabellone principale.

## Teste di serie
1. Fernando González (Qualificato)
2. Julien Boutter (ultimo turno)
3. Fernando Meligeni (primo turno)
4. Adrian Voinea (ultimo turno)
5. Kristian Pless (ultimo turno)
6. Antony Dupuis (primo turno)
7. Paradorn Srichaphan (ultimo turno)
8. Fernando Vicente (primo turno)

1. Nicolas Coutelot (primo turno)
2. Vince Spadea (primo turno)
3. José Acasuso (primo turno)
4. Ramón Delgado (ultimo turno)
5. Álex Calatrava (primo turno)
6. Nikolaj Davydenko (Qualificato)
7. Markus Hipfl (Qualificato)
8. Francisco Clavet (Qualificato)

## Qualificati
1. Fernando González
2. Francisco Clavet
3. Nikolaj Davydenko
4. Álex Calatrava

1. Vince Spadea
2. José Acasuso
3. Markus Hipfl
4. Galo Blanco

## Tabellone

### Legenda
| - Q = Qualificato - WC = Wild card - LL = Lucky loser | - ALT = Alternate - SE = Special Exempt - PR = Protected Ranking | - w/o = Walkover - r = Ritirato - d = Squalificato |

### Sezione 1
|  | Primo turno | Primo turno       | Primo turno    | Primo turno | Primo turno |  |  | Ultimo turno | Ultimo turno      | Ultimo turno      | Ultimo turno | Ultimo turno |  |
|  |             |                   |                |             |             |  |  |              |                   |                   |              |              |  |
|  | 1           | Fernando González | 4              | 6           | 6           |  |  |              |                   |                   |              |              |  |
|  |             | Magnus Larsson    | 6              | 3           | 2           |  |  | 1            | Fernando González | Fernando González | 6            | 6            |  |
|  | 12          | Ramón Delgado     | Ramón Delgado  | 6           | 6           |  |  | 12           | Ramón Delgado     | Ramón Delgado     | 2            | 1            |  |
|  |             | Potito Starace    | Potito Starace | 3           | 4           |  |  |              |                   |                   |              |              |  |

### Sezione 2
|  | Primo turno | Primo turno      | Primo turno      | Primo turno | Primo turno |  |  | Ultimo turno | Ultimo turno     | Ultimo turno     | Ultimo turno | Ultimo turno |  |
|  |             |                  |                  |             |             |  |  |              |                  |                  |              |              |  |
|  | 2           | Julien Boutter   | Julien Boutter   | 6           | 6           |  |  |              |                  |                  |              |              |  |
|  |             | Michael Russell  | Michael Russell  | 4           | 3           |  |  | 2            | Julien Boutter   | Julien Boutter   | 2            | 4            |  |
|  | 16          | Francisco Clavet | Francisco Clavet | 7           | 6           |  |  | 16           | Francisco Clavet | Francisco Clavet | 6            | 6            |  |
|  |             | Andreas Seppi    | Andreas Seppi    | 65          | 0           |  |  |              |                  |                  |              |              |  |

### Sezione 3
|  | Primo turno | Primo turno       | Primo turno       | Primo turno | Primo turno |  |  | Ultimo turno | Ultimo turno      | Ultimo turno      | Ultimo turno | Ultimo turno |  |
|  |             |                   |                   |             |             |  |  |              |                   |                   |              |              |  |
|  |             | Cédric Pioline    | 7                 | 63          | 6           |  |  |              |                   |                   |              |              |  |
|  | 3           | Fernando Meligeni | 64                | 7           | 2           |  |  |              | Cédric Pioline    | Cédric Pioline    | 4            | 2            |  |
|  | 14          | Nikolaj Davydenko | Nikolaj Davydenko | 6           | 6           |  |  | 14           | Nikolaj Davydenko | Nikolaj Davydenko | 6            | 6            |  |
|  |             | Marc Rosset       | Marc Rosset       | 3           | 1           |  |  |              |                   |                   |              |              |  |

### Sezione 4
|  | Primo turno | Primo turno       | Primo turno       | Primo turno | Primo turno |  |  | Ultimo turno | Ultimo turno   | Ultimo turno | Ultimo turno | Ultimo turno |  |
|  |             |                   |                   |             |             |  |  |              |                |              |              |              |  |
|  | 4           | Adrian Voinea     | 6                 | 6           | 6           |  |  |              |                |              |              |              |  |
|  |             | Alessio Di Mauro  | 3                 | 7           | 4           |  |  | 4            | Adrian Voinea  | 6            | 1            | 0            |  |
|  |             | Álex Calatrava    | Álex Calatrava    | 6           | 6           |  |  |              | Álex Calatrava | 2            | 6            | 6            |  |
|  | 13          | Christophe Rochus | Christophe Rochus | 3           | 3           |  |  |              |                |              |              |              |  |

### Sezione 5
|  | Primo turno | Primo turno      | Primo turno      | Primo turno | Primo turno |  |  | Ultimo turno | Ultimo turno   | Ultimo turno   | Ultimo turno | Ultimo turno |  |
|  |             |                  |                  |             |             |  |  |              |                |                |              |              |  |
|  | 5           | Kristian Pless   | 5                | 7           | 6           |  |  |              |                |                |              |              |  |
|  |             | Michaël Llodra   | 7                | 6(0)        | 3           |  |  | 5            | Kristian Pless | Kristian Pless | 65           | 1            |  |
|  |             | Vince Spadea     | Vince Spadea     | 6           | 6           |  |  |              | Vince Spadea   | Vince Spadea   | 7            | 6            |  |
|  | 10          | Lars Burgsmüller | Lars Burgsmüller | 1           | 4           |  |  |              |                |                |              |              |  |

### Sezione 6
|  | Primo turno | Primo turno         | Primo turno         | Primo turno | Primo turno |  |  | Ultimo turno        | Ultimo turno        | Ultimo turno | Ultimo turno | Ultimo turno |  |
|  |             |                     |                     |             |             |  |  |                     |                     |              |              |              |  |
|  |             | Vincenzo Santopadre | Vincenzo Santopadre | 6           | 6           |  |  |                     |                     |              |              |              |  |
|  | 6           | Antony Dupuis       | Antony Dupuis       | 4           | 4           |  |  | Vincenzo Santopadre | Vincenzo Santopadre | 2            | 7            | 3            |  |
|  |             | José Acasuso        | 6                   | 3           | 6           |  |  | José Acasuso        | José Acasuso        | 6            | 5            | 6            |  |
|  | 11          | Irakli Labadze      | 2                   | 6           | 1           |  |  |                     |                     |              |              |              |  |

### Sezione 7
|  | Primo turno | Primo turno         | Primo turno         | Primo turno         | Primo turno |  |  | Ultimo turno | Ultimo turno        | Ultimo turno | Ultimo turno | Ultimo turno |  |
|  |             |                     |                     |                     |             |  |  |              |                     |              |              |              |  |
|  | 7           | Paradorn Srichaphan | Paradorn Srichaphan | Paradorn Srichaphan | 1           |  |  |              |                     |              |              |              |  |
|  |             | Harel Levy          | Harel Levy          | Harel Levy          | 1r          |  |  | 7            | Paradorn Srichaphan | 6            | 62           | 1            |  |
|  | 15          | Markus Hipfl        | Markus Hipfl        | 6                   | 3           |  |  | 15           | Markus Hipfl        | 4            | 7            | 6            |  |
|  |             | Andrej Stoljarov    | Andrej Stoljarov    | 1                   | 0r          |  |  |              |                     |              |              |              |  |

### Sezione 8
|  | Primo turno | Primo turno      | Primo turno      | Primo turno | Primo turno |  |  | Ultimo turno     | Ultimo turno     | Ultimo turno | Ultimo turno | Ultimo turno |  |
|  |             |                  |                  |             |             |  |  |                  |                  |              |              |              |  |
|  |             | Galo Blanco      | Galo Blanco      | 7           | 6           |  |  |                  |                  |              |              |              |  |
|  | 8           | Fernando Vicente | Fernando Vicente | 63          | 2           |  |  | Galo Blanco      | Galo Blanco      | 2            | 6            | 6            |  |
|  |             | Nicolas Coutelot | Nicolas Coutelot | 6           | 6           |  |  | Nicolas Coutelot | Nicolas Coutelot | 6            | 2            | 3            |  |
|  | 9           | Karol Kučera     | Karol Kučera     | 3           | 3           |  |  |                  |                  |              |              |              |  |